# Alfie Burden
Alfred Burden, detto Alfie (Paddington, 14 dicembre 1976), è un giocatore di snooker inglese.
Prima di iniziare ad allenarsi con il biliardo, Alfie Burden giocò come calciatore nelle giovanili dell'Arsenal e dello Swindon Town. In quest'ultima squadra ebbe un grave infortunio alla gamba che compromise la sua vita da giocatore di calcio.
Con più di 100 "centoni" realizzati, Burden è il giocatore che non è mai stato tra i primi 32 del mondo ad averne di più.

## Carriera
Esordisce da professionista al Grand Prix 1997 battendo al primo turno Gary Wilkinson e al secondo Nigel Bond raggiungendo così gli ottavi, dove la sua corsa viene fermata da Chris Small. A sorpresa riesce a qualificarsi per il Campionato mondiale a fine stagione, sconfiggendo Mark Bennett e Wayne Brown nei turni preliminari. Al primo turno, Burden viene tuttavia eliminato da Tony Drago.
Al termine della stagione 2007-2008 Burden viene escluso dal Main Tour, rientrandoci nel 2010 dopo aver vinto il torneo amatoriale IBSF World Snooker Championship nell'anno precedente.
Raggiunge per la prima volta in carriera i quarti di finale al China Open 2016, risultato che ripete anche allo European Masters 2016, al Gibraltar Open 2017 e allo Scottish Open 2018, in cui viene battuto dal futuro vincitore della competizione Mark Allen.
L'11 ottobre 2016 Burden realizza il suo primo 147 in carriera nel match perso 3-4 contro Daniel Wells nel primo turno dell'English Open.

## Ranking
| Stagione  | Ranking iniziale | Ranking finale   |
| --------- | ---------------- | ---------------- |
| 1994-1995 | Non classificato | 262              |
| 1995-1996 | 262              | 186              |
| 1996-1997 | 186              | 122              |
| 1997-1998 | 122              | 77               |
| 1998-1999 | 77               | 61               |
| 1999-2000 | 61               | 50               |
| 2000-2001 | 50               | 38               |
| 2001-2002 | 38               | 38               |
| 2002-2003 | 38               | 59               |
| 2003-2004 | 59               | 72               |
| 2004-2005 | 70               | 70               |
| 2005-2006 | 70               | 67               |
| 2006-2007 | Non classificato | 74               |
| 2007-2008 | 74               | Non classificato |
| 2010-2011 | Non classificato | 57               |
| 2011-2012 | 57               | 60               |
| 2012-2013 | 60               | 53               |
| 2013-2014 | 53               | 44               |
| 2014-2015 | 50               | 67               |
| 2015-2016 | Non classificato | 76               |
| 2016-2017 | 65               | 61               |
| 2017-2018 | 61               | 72               |
| 2018-2019 | Non classificato | 96               |
| 2019-2020 | 77               |                  |

### Break Massimi da 147: 1
| N° | Anno | Competizione | Avversario   | Note   |
| -- | ---- | ------------ | ------------ | ------ |
| 1  | 2016 | English Open | Daniel Wells | [ 11 ] |

## Tornei vinti

### Titoli Non-Ranking: 1
| Titoli Non-Ranking | Titoli Non-Ranking | Titoli Non-Ranking | Titoli Non-Ranking |
| ------------------ | ------------------ | ------------------ | ------------------ |
| Competizione       | Anno               | Avversario         | Note               |
| UK Tour 1          | 1998               | Anthony Davies     | [ 14 ]             |

## Finali perse

### Titoli Non-Ranking: 1
| Titoli Non-Ranking | Titoli Non-Ranking | Titoli Non-Ranking | Titoli Non-Ranking |
| ------------------ | ------------------ | ------------------ | ------------------ |
| Competizione       | Anno               | Avversario         | Note               |
| UK Tour 2          | 1998               | Joe Swail          | [ 15 ]             |